# Leningradskij rajon (Territorio di Krasnodar)
Il Leningradskij rajon (in russo Ленинградский район?) è un rajon del Kraj di Krasnodar, nella Russia europea; il capoluogo è Leningradskaja. Istituito nel 1924, ricopre una superficie di 1416 chilometri quadrati ed ospita una popolazione di circa 65.000 abitanti.